# Wenninkmolen
Wenninkmolen est un moulin à vent situé dans la localité de Lintelo, à Aalten, dans la province de Gueldre aux Pays-Bas.